# 1599 en littérature
| Années de la littérature : 1596 - 1597 - 1598 - 1599 - 1600 - 1601 - 1602    |
| Décennies de la littérature : 1560 - 1570 - 1580 - 1590 - 1600 - 1610 - 1620 |

Cet article présente les faits marquants de l'année 1599 en littérature.

## Événements
- 1er juin : Bishops’ Ban, édit signé par l’archevêque de Canterbury, John Whitgift, et l’évêque de Londres, Richard Bancroft, qui renforce la censure en Angleterre. Le 4 juin des livres sont brûlés publiquement par les autorités ecclésiastiques, la plupart étant des œuvres satiriques[1]
- 6 juin : lors d'une querelle à Southwark, le dramaturge John Day blesse d'un coup d'épée son confrère Henry Porter, qui meurt le lendemain[2].
- 25 novembre : fondation à Padoue de l'Académie des Ricovrati par Federico Cornaro[3].

- Philippe Duplessis-Mornay fonde à Saumur la première académie protestante en France[4].

## Parutions
- 6 juillet : Jean Houzé et Marc Orry, libraires à Paris, obtiennent un privilège pour publier Histoire des Histoires, avec l'idée de l'histoire accomplie de Henri Lancelot-Voisin de La Popelinière[5].

- Basilikon Doron (« Le don royal »), traité de Jacques Stuart est publié à Édimbourg en sept exemplaires[6].
- De rege et regis institutione, du père jésuite Mariana, ouvrage imprimé à Tolède dans lequel il justifie le tyrannicide et qui aurait été l’une des causes de l’assassinat de Henri IV de France[7].

- Publication à Madrid de la première partie du roman picaresque Guzmán de Alfarache de Mateo Alemán, un classique de la littérature espagnole, dont la seconde partie parut en 1604 à Lisbonne[8].
- François du Souhait, Beauté et Amour : pastorelle, Paris, Jacques Rézé (lire en ligne sur Gallica)

- Publication posthume de The Passionate Shepherd to His Love, poème de Christopher Marlowe composé vers 1588[9].

## Théâtre
- 21 février : le contrat de location du terrain ou est construit le Globe Theatre à Southwark, à Londres est signé[10].
- Entre mars et juin : Shakespeare écrit son drame Henry V, publiée anonymement en 1600, ce qui semble être une édition pirate[11].
- 12 juin : le Globe Theatre à Londres est inauguré avec la tragédie politique de William Shakespeare Jules César[12]. Le voyageur suisse Thomas Platter assiste à une représentation de la pièce le 21 septembre[13].

- La nouvelle version de la pièce Histriomastix du dramaturge John Marston, qui satirise l'orgueil de Ben Jonson à travers le personnage de Chrisoganus, déclenche la « guerre des théâtres (en) », une série de querelles entre différents auteurs du théâtre élisabéthain entre 1600 et 1602. Ben Jonson réplique en caricaturant Marston dans Le Poétereau et dans Every Man out of His Humour (en)[14].
- Beaucoup de bruit pour rien et Comme il vous plaira, comédies de Shakespeare[15].

## Naissances
- 6 décembre : Jacques Vallée Des Barreaux, poète libertin et épicurien français. († 9 mai 1673).

- Ding Yaokang (zh), écrivain chinois. († 1669).
- Madeleine de Souvré, marquise de Sablé, écrivaine française († 1678).

## Décès
- 13 janvier : Edmund Spenser, poète anglais, auteur du poème épique La Reine des fées (The Faerie Queene) célébrant la dynastie Tudor. (° v. 1552). Il est enterré au coin des poètes de l'abbaye  de Westminster près du tombeau de Geoffrey Chaucer.
- 14 février  : Alfonso Chacón, historien espagnol, auteur d’un grand nombre d'ouvrages en latin sur l'histoire romaine et l'histoire ecclésiastique. (° 1540).
- 9 octobre : Reginald Scot, écrivain anglais, auteur de The Discoverie of Witchcraft (publié en 1584).
- 4 novembre : Pedro da Fonseca, jésuite, théologien, philosophe et écrivain portugais, surnommé l'Aristote portugais. (° 1528).

- Jerónimo Bermúdez, poète espagnol (° 1530).
- André Falcão de Resende, poète portugais. (° 1527).
- Vers 1599 : Marc Papillon, seigneur de Lasphrise, poète baroque satirique et érotique français. (° v. 1555).